# ایان بوهن
ایان بوهن (انگلیسی: Ian Stuart Bohen؛ زادهٔ ۲۴ سپتامبر ۱۹۷۶) یک هنرپیشه اهل ایالات متحده آمریکا است.

## گزیده فیلمشناسی
از فیلم‌ها یا برنامه‌های تلویزیونی که وی در آن نقش داشته‌است می‌توان به آثار زیر اشاره کرد.
- وایت ایرپ (فیلم) (۱۹۹۴)
- پرل هاربر (فیلم) (۲۰۰۱)
- ماریگولد (فیلم ۲۰۰۷) (۲۰۰۷)
- شوالیه تاریکی برمی‌خیزد (۲۰۱۲)
- رودخانه ویند (۲۰۱۷)
- سیکاریو ۲: روز سرباز (۲۰۱۸)
- پزشک دهکده (۱۹۹۵)
- حصار چوبی (۱۹۹۶)
- فرار از زندان (مجموعه تلویزیونی) (۲۰۰۹)
- سی‌اس‌آی: میامی (۲۰۱۰)
- تین ولف (۲۰۱۱–۲۰۱۷)
- پادشاهان فرار (۲۰۱۲)
- منتالیست (۲۰۱۲)
- سی‌اس‌آی (۲۰۱۳)